# Madalena Sibila de Saxe-Weissenfels (1673–1726)
Madalena Sibila de Saxe-Weissenfels (Halle,  3 de setembro de 1673 — Eisenach, 28 de novembro de 1726), foi uma nobre alemã, membro da Casa de Wettin (linha Albertina) e, por casamento, duquesa de Saxe-Eisenach.
Nascida em Halle, era a filha mais velha de João Adolfo I, Duque de Saxe-Weissenfels e da sua esposa, a princesa Joana Madalena, filha de Frederico Guilherme II, Duque de Saxe-Altemburgo.  Recebeu o nome em homenagem à sua bisavó paterna, a duquesa Madalena Sibila da Prússia.

## Vida
Em Weissenfels, a 28 de julho de 1708, Madalena Sibila casou-se com João Guilherme III, Duque de Saxe-Eisenach, tornando-se a sua terceira esposa. Tiveram três filhos, dos quais apenas um chegou à idade adulta:
1. Joana Madalena de Saxe-Eisenach (19 de agosto de 1710 – 26 de fevereiro de 1711), morreu aos seis meses de idade.
2. Cristiana Guilhermina de Saxe-Eisenach (3 de setembro de 1711 – 27 de novembro de 1740), casada com Carlos, Príncipe de Nassau-Usingen; com descendência.
3. João Guilherme de Saxe-Eisenach (28 de janeiro de 1713 – 8 de maio de 1713), morreu aos quatro meses de idade.

Morreu em Eisenach, aos cinquenta-e-três anos de idade e encontra-se sepultada na Georgenkirche, Eisenach.

## Genealogia
| Madalena Sibila de Saxe-Weissenfel | Pai: João Adolfo I, Duque de Saxe-Weissenfels | Avô paterno: Augusto de Saxe-Weissenfels                      | Bisavô paterno: João Jorge I, Eleitor da Saxônia            |
| Madalena Sibila de Saxe-Weissenfel | Pai: João Adolfo I, Duque de Saxe-Weissenfels | Avô paterno: Augusto de Saxe-Weissenfels                      | Bisavó paterna: Madalena Sibila da Prússia                  |
| Madalena Sibila de Saxe-Weissenfel | Pai: João Adolfo I, Duque de Saxe-Weissenfels | Avó paterna: Ana Maria de Mecklemburgo-Schwerin               | Bisavô paterno: Adolfo Frederico I, Duque de Mecklemburgo   |
| Madalena Sibila de Saxe-Weissenfel | Pai: João Adolfo I, Duque de Saxe-Weissenfels | Avó paterna: Ana Maria de Mecklemburgo-Schwerin               | Bisavó paterna: Ana Maria da Frísia Oriental                |
| Madalena Sibila de Saxe-Weissenfel | Mãe: Joana Madalena de Saxe-Altemburgo        | Avô materno: Frederico Guilherme II, Duque de Saxe-Altemburgo | Bisavô materno: Frederico Guilherme I, Duque de Saxe-Weimar |
| Madalena Sibila de Saxe-Weissenfel | Mãe: Joana Madalena de Saxe-Altemburgo        | Avô materno: Frederico Guilherme II, Duque de Saxe-Altemburgo | Bisavó materna: Ana Maria do Palatinado-Neuburgo            |
| Madalena Sibila de Saxe-Weissenfel | Mãe: Joana Madalena de Saxe-Altemburgo        | Avó materna: Madalena Sibila da Saxónia                       | Bisavô materno: João Jorge I, Eleitor da Saxónia            |
| Madalena Sibila de Saxe-Weissenfel | Mãe: Joana Madalena de Saxe-Altemburgo        | Avó materna: Madalena Sibila da Saxónia                       | Bisavó materna: Madalena Sibila da Prússia                  |